# Mnavira
Mnavira ist ein Verwaltungsbezirk (englisch Ward) des Distrikts Masasi in der tansanischen Region Mtwara.

## Geografie
Mnavira liegt im Südosten von Tansania etwa 65 Kilometer Luftlinie südöstlich der Distrikthauptstadt Masasi. Das größte Gewässer ist der Rovuma, der die Grenze zu Mosambik bildet. Der Bezirk grenzt im Norden an Makong’onda, im Osten an Chikolopola, im Süden an Mosambik und im Westen an Mchauru. Bei der Volkszählung 2022 lebten 7235 Menschen in 2077 Haushalten auf einer Fläche von 139 Quadratkilometern.

## Gliederung
Der Bezirk besteht aus drei Gemeinden (Mtaa) mit 28 Orten (Kitongoji):
| Mnavira - Ikulu - Kizota - Dar es Salaam - Benki Kuu - Mbuyuni - Kitunda - Tankini - Dodoma - Butiama - Ilala | Geuza - Newala - Dodoma - Zanzibar - Madina - Mapinduzi - Namandembo - Asante Joseph - Ruvuma Mikoroshini - Ushirika - Tupendane - Naliongola - Mduhe | Manyuli - Mwangaza - Usalama - Taifani - Mtakuja - Twendepamoja - Majengo |

## Wirtschaft und Infrastruktur
- Landwirtschaft: Im Bezirk gibt es eine kleine Fabrik, die Cashewnüsse verarbeitet. Sie besteht aus 1 Sortiermaschine, 2 Kesseln, 15 Schneidemaschinen, 1 Lagerhaus und beschäftigt 20 Mitarbeiter.[8]
- Gesundheit: In der Gemeinde Mnavira liegt eine staatliche Apotheke.[9]